# Internet Broadway Database
Internet Broadway Database (IBDB) – internetowa baza zawierająca informacje o produkcjach teatralnych z Broadwayu, ich obsadzie aktorskiej i technicznej. Jest zarządzana przez Departament Badań The Broadway League (zrzeszenia producentów z Broadwayu). Dostępne są również aplikacje dla IOS i Android.
Baza zawiera kompleksowe dane z historii Broadwayu od XVIII wieku:
- szczegóły dossier wszystkich osób zaangażowanych w produkcje teatralne
- premierowe obsady przedstawień
- listę dublerów przedstawień
- statystyki
- wyniki finansowe
- archiwum zdjęć

Baza umożliwia bezpośrednie zakupy wybranych dzieł poprzez ITunes Store i Amazon.com.
W bazie znajdują się wyłącznie dane dotyczące produkcji z Broadwayu. Przedstawienia off-broadwayowskie są skatalogowane w bazie danych IOBDB.